# Mars Horizon
Mars Horizon est une bande-dessinée franco-belge scénarisée par Florence Porcel et dessinée par Erwann Surcouf publiée en 2017.

## Historique
Mars Horizon parait en mars 2017 aux éditions Delcourt dans la nouvelle collection Octopus. Il conte la mission fictive « Mars Horizon » se déroulant en 2080, dont l'objectif est d’implanter une base scientifique humaine sur Mars,.

## Synopsis
Le 8 octobre 2080, une équipe d'astronautes atterrit sur Mars dans l'objectif de développer des technologies permettant de vivre en milieu hostile, en prévision du réchauffement climatique de la Terre, en implantant une présence martienne permanente. Les pionniers de cette mission sont Jeanne Clervois, une généraliste spatiale, Sam, un médecin, Tsi-Ku, une ingénieure spatiale et Nikash, un botaniste. Ils sont assistés depuis un vaisseau en orbite par Elena, pilote, et Josh, psychiatre, ces derniers s'occupant également de la mission HELLO, dont le but est de découvrir de possibles traces de vie dans l'océan subglaciaire d'Europe, lune de Jupiter. L'histoire se concentre principalement sur Jeanne, qui est destinée à être la seule des quatre astronautes à rester définitivement sur la planète rouge. Cette dernière va réaliser un journal de bord à l'intention des Terriens, permettant au lecteur de suivre et de mieux comprendre les événements. On apprend dès les premières pages que la première tâche des astronautes à leur arrivée sur Mars est de ramener à leur base un chargement de cyanobactéries, envoyées une semaine auparavant, mais dont la trajectoire a été déviée de 570 kilomètres de la base. La mission se révélera plus dangereuse qu'il paraît. Mars Horizon raconte l'aventure de ces ambassadeurs de la Terre .